# Мачедонія
Мачедонія (рум. Macedonia) — село у повіті Тіміш в Румунії. Адміністративно підпорядковане місту Чакова.
Село розташоване на відстані 414 км на захід від Бухареста, 30 км на південний захід від Тімішоари.

## Населення
За даними перепису населення 2002 року у селі проживали 470 осіб.
Національний склад населення села:
| Національність | Кількість осіб | Відсоток |
| -------------- | -------------- | -------- |
| румуни         | 414            | 88,1%    |
| цигани         | 50             | 10,6%    |

Рідною мовою назвали:
| Мова      | Кількість осіб | Відсоток |
| --------- | -------------- | -------- |
| румунська | 415            | 88,3%    |
| циганська | 48             | 10,2%    |